# 알.이.씨 3: 제네시스
알.이.씨 3: 제네시스(REC 3: Génesis)는 2012년 개봉한 스페인의 영화이다.

## 출연

### 주연
- 레티시아 도레라
- 디에고 마틴
- 이스마엘 마르티네즈
- 알렉스 모네르

### 조연
- 칼라 니에토
- 미레이아 로스
- 아나 이사벨 벨라스퀘즈
- 하비에르 보텟